# The Showgirl Must Go On
«The Showgirl Must Go On» — концертная резиденция американской певицы и актрисы Бетт Мидлер, которая проходила в 2008—2010 годах в Колизее Сизарс-пэласа в Лас-Вегасе, Невада.
За все время Мидлер дала 300 концертов, заработав более 72 млн долларов.

## Сет-лист
- «Big Noise from Winnetka»
- «The Showgirl Must Go On»
- «In the Mood»
- «Friends»
- «The Rose»
- «Do You Want to Dance?»
- «From a Distance»
- «My Kind of Town»
- «It’s Now or Never»
- «Viva Las Vegas»
- «Lucky Be My Lady»
- «Blue Hawaii»
- «Hello in There»
- «When a Man Loves a Woman»
- «Pretty Legs»
- «Hot in Here» / Sophie Tucker Jokes
- «The Glory of Love»
- «Boogie Woogie Bugle Boy»
- «Wind Beneath My Wings»

## Телефильм
31 декабря 2010 года американский телеканал HBO показал в вечернем эфире часовую телеверсию концерта под названием «Бетт Мидлер: Шоугёрл должно продолжаться». В этой же версии концерт вышел 4 октября 2011 года на DVD и Blu-ray. Данный концертный фильм получил несколько номинаций на такие премии как Прайм-таймовая премия «Эмми», «Gold Derby Awards» и «Dorian Awards».